# Edvard Westermarck
Edvard Alexander Westermarck (Helsinque, 20 de novembro de 1862 – Tenala, 3 de setembro de 1939) foi um filósofo e sociólogo finlandês. Entre outros assuntos, ele estudou a exogamia e o tabu do incesto.

## Biografia
Westermarck nasceu em 1862 em uma família abastada, parte da população de língua sueca da Finlândia. Seu pai trabalhava na Universidade de Helsinque como tesoureiro, e seu avô materno era professor na mesma universidade. Portanto, era natural para Edvard estudar lá, obtendo seu primeiro diploma em Filosofia em 1886, mas desenvolvendo também o interesse pela antropologia e lendo as obras de Charles Darwin. Sua tese, A História do Casamento Humano, foi publicada como um livro em 1891 e seria publicada novamente em uma edição substancialmente revisada em 1921.
Em 1892, Westermarck tornou-se professor de Sociologia na Universidade de Helsinque. Ele foi promovido a professor de Filosofia Moral em 1906 e ocupou essa cadeira até 1918, quando se mudou para a Universidade Åbo Akademi em Turku.
Enquanto ainda ensinava Filosofia em Turku, ele ajudou a fundar a sociologia acadêmica no Reino Unido, tornando-se o primeiro professor Martin White de Sociologia (junto com Leonard Trelawny Hobhouse) em 1907 na Universidade de Londres. Uma das razões originais de ele ter passado um tempo em Londres é que ele não se sentia seguro em Helsinque ou Turku por causa de sua defesa da independência da Finlândia, mas mesmo quando a situação política se acalmou, ele continuou ensinando em Londres e Turku até 1930 e 1932, respectivamente. Ele também serviu por alguns anos, entre 1918 e 1921, como Reitor da Universidade Åbo Akademi. Ele se aposentou em 1932 e passou o resto de sua vida completando e publicando suas principais obras, Relatividade Ética (1932), Três Ensaios sobre Sexo e Moral (1934), O Futuro do Casamento na Civilização Ocidental (1936) e Cristianismo e Moral (1939), este último publicado no ano em que ele morreu. Em 1929, ele publicou a versão em inglês de sua autobiografia, Memories of My Life, originalmente publicada em sueco em 1927.

## Ideias
Ele foi descrito como "o primeiro sociólogo darwiniano" ou "o primeiro sociobiólogo", bem como "uma autoridade na história da moral e dos costumes do casamento". Ele negou a visão então prevalecente de que os primeiros seres humanos viviam na promiscuidade sexual, argumentando que, de fato, historicamente a monogamia precedeu a poligamia.
O fenômeno do imprinting sexual reverso ocorre quando duas pessoas vivem em proximidade doméstica durante os primeiros anos na vida de qualquer uma delas, e ambas tornam-se insensíveis à atração sexual. Agora conhecido como efeito Westermarck, foi formalmente descrito por ele em sua tese The History of Human Marriage (1891).
Westermarck também foi um estudioso do Marrocos e ofereceu uma visão positivista de como sua religião popular foi formada em sua obra de dois volumes, Ritual and Belief in Morocco (1926). Ele começou seu trabalho de campo no Marrocos já em 1898, e visitou o país 21 vezes nos trinta anos seguintes, passando um total de sete anos no país. Ele também estudou seu assunto favorito, casamento, publicando em 1914 Cerimônias de Casamento do Marrocos.
Um livre-pensador radical para sua época, ele criticava as instituições e idéias cristãs alegando que careciam de fundamento. Ele também era um relativista moral e em seus dois volumes A Origem e o Desenvolvimento das Idéias Morais (1906-1908), ele argumentou que os julgamentos morais não são racionais, mas são baseados em emoções e na aprovação ou desaprovação social. Como consequência, ele também negou a existência de uma verdade moral geral ou universal.
No Reino Unido, seu nome costuma ser escrito Edward. Sua irmã, Helena Westermarck, era escritora e artista.